# I. Borisz bolgár kán
I. Borisz (bolgárul: Борис I), megkeresztelkedése után I. Szent Mihály (bolgárul: Михаил), (9. század első fele – 907. május 2.) bolgár kán 852-től 889-ig.
A kereszténység felvételekor ügyesen egyszer a római pápához, máskor Aachenbe, majd Bizáncba is elküldte követeit. 862-ben szövetségre lépett Német Lajossal, amivel kivívta Bizánc haragját. Kénytelen volt feladni a frank kapcsolatot, és a bizánci rítus szerint Zagoréban (a Balkán déli részén) vette fel a keresztséget (864 vagy 865). Vele együtt keresztelkedett meg a nőtestvére is. Phótiosz bizánci pátriárka térítette meg. Az új egyházat a bizánci patriarchátus alá rendelték; 870-ben a bolgár egyházfők is elfogadták függetlenségüket a cár aggodalmai ellenére. Borisz kénytelen volt kiűzni a nyugati hittérítőket, s fogadni Cirill és Metód tanítványait, akik országában megalapozták a szláv írásosságot. A kereszténység gyorsan terjedt: Borisz templomok és kolostorok építésére ösztönözte alattvalóit. Az első érsek Fotiosz embere, József lett; az országot tíz püspökségre osztották fel. Metód, a "morva apostol" halála (885) után tanítványai a frank papok üldözése elől elhagyták Morvaországot, s könyveikkel együtt Bulgáriába mentek, ahol még Borisz életében meghonosították a szláv liturgiát.

## Család
|                          |                          |                          |                          |                          |                          |       |       |          |          |       |       |
| I. Borisz ur.: 852 – 889 | I. Borisz ur.: 852 – 889 | I. Borisz ur.: 852 – 889 | I. Borisz ur.: 852 – 889 | Mária                    | Mária                    | Mária | Mária | Mária    | Mária    | Mária | Mária |
|                          |                          |                          |                          |                          |                          |       |       |          |          |       |       |
|                          |                          |                          |                          |                          |                          |       |       |          |          |       |       |
|                          |                          |                          |                          |                          |                          |       |       |          |          |       |       |
| Vladimir ur.: 889 – 893  | Vladimir ur.: 889 – 893  | Gábor                    | Gábor                    | I. Simeon ur.: 893 – 927 | I. Simeon ur.: 893 – 927 | Jakab | Jakab | Eupraxia | Eupraxia | Anna  | Anna  |